# اضطراب وظائف أعضاء النبات
تنجم اضطرابات وظائف أعضاء النبات عن ظروف غير مرضية مثل ضعف الإضاءة أو سوء الأحوال الجوية أو نوع المياه أو بسبب المركبات السامة للنبات أو نقص المغذيات ، وتؤثر على أداء نظام النبات. تتميز الإضطرابات الفسيولوجية عن الأمراض النباتية التي تسببها مسببات الأمراض ، مثل الفيروسات أو الفطريات. في حين أن أعراض الاضطرابات الفسيولوجية قد تبدو شبيهة بالمرض ، إلا أنه يمكن الوقاية منها عادةً عن طريق تغيير الظروف البيئية. ومع ذلك ، بمجرد ظهور أعراض اضطراب فيزيولوجي على النبات ، فمن المحتمل أن ينخفض نمو هذا الموسم أو ينتهي.

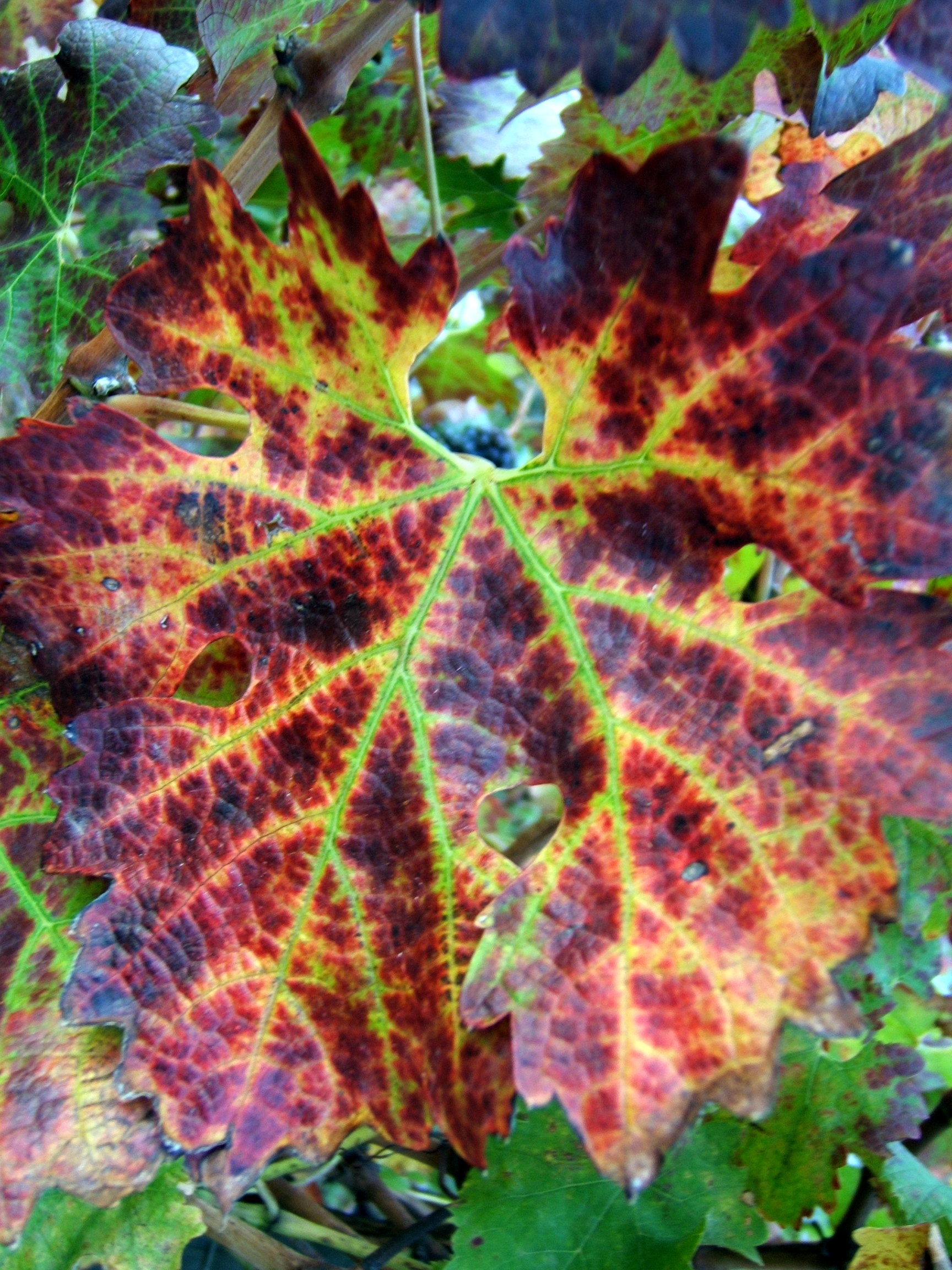
نقص المغذيات الدقيقة ، في نبتة الكرمة.